# Garrevaques
Garrevaques är en kommun i departementet Tarn i regionen Occitanien i södra Frankrike. Kommunen ligger i kantonen Dourgne som tillhör arrondissementet Castres. År 2022 hade Garrevaques 399 invånare.

## Befolkningsutveckling
Antalet invånare i kommunen Garrevaques
| Referens: INSEE |